# Памятник М. К. Турскому
Памятник М. К. Турскому — бюст русского лесовода Митрофана Кузьмича Турского, установленный в 1912 году в Москве на территории Петровской сельскохозяйственной академии. Автор памятника — скульптор П. В. Дзюбанов. Монумент имеет статус объекта культурного наследия федерального значения.

## История
Митрофан Кузьмич Турский (1840—1899) был известным лесоводом и профессором Петровской сельскохозяйственной академии. В начале XX преподаватели академии решили увековечить его память. На установку памятника проводился сбор средств, в котором приняли участие около 4 тысяч человек. Проводился конкурс, в котором принимали участие 11 проектов памятника. Из них победил проект скульптора П. В. Дзюбанова. Памятник был торжественно открыт 29 июля (11 августа) 1912 года. Он был установлен в сквере вблизи Лесного кабинета академии.

## Описание
Бюст М. К. Турского установлен на высоком гранитном постаменте. Профессор изображён на кафедре. Он как будто обращён к большой аудитории. Под правой рукой у него книга.
В нижней части четырёхгранного постамента находится бронзовый барельеф. На нём изображена сцена: пожилой крестьянин и мальчик сажают маленькую сосну. Выше на постаменте надпись: «М. К. Турскому (1840-1899)». На тыльной стороне пьедестала надпись: «Славному сеятелю на ниве лесной — лесная Россия». Первоначально надписи на постаменте были золочёными.

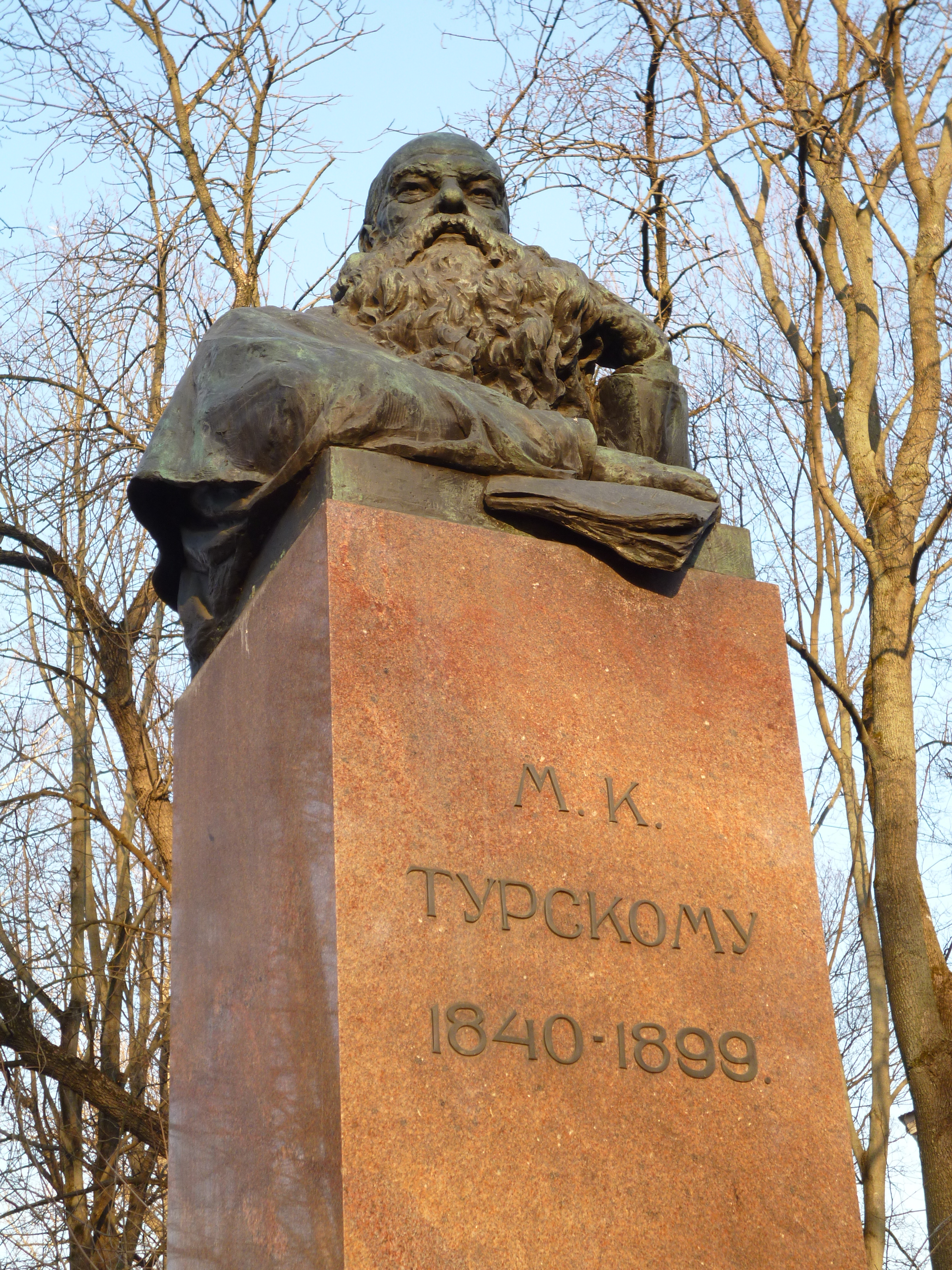
Бюст
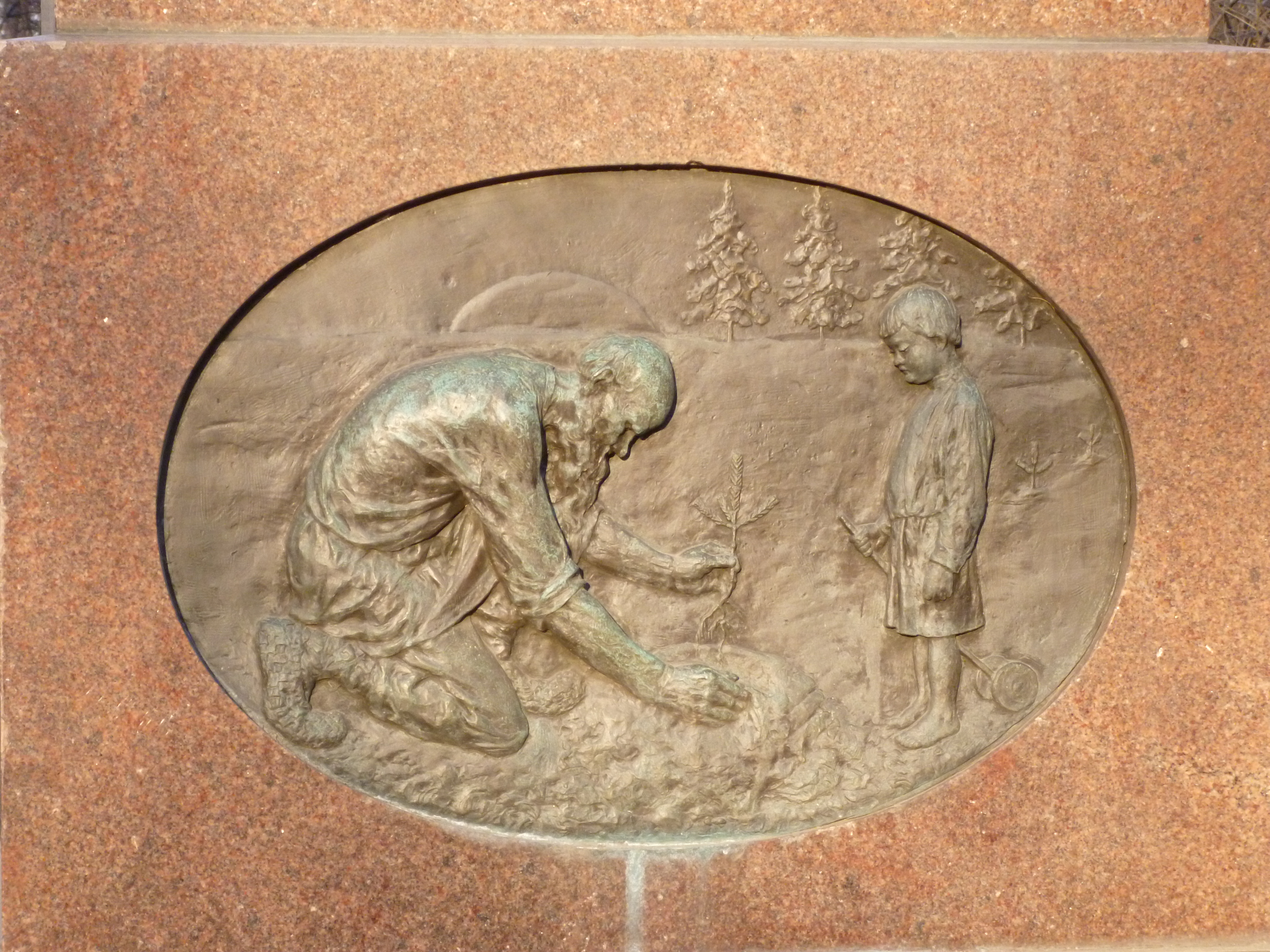
Барельеф